# Folsom (New Mexico)
Folsom ist ein Dorf im Union County im US-Bundesstaat New Mexico. Im Jahr 2020 hatte das Dorf 51 Einwohner. Das Dorf umfasst eine Fläche von 1,4 km2 und liegt auf 1948 m ü. M.

## Sehenswürdigkeiten

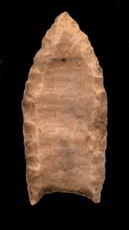
Eine Speerspitze der Folsom-Kultur, charakteristisch ist der lange Schaft

Das kleine Dorf erlangte internationale Bekanntheit für die Archäologie Nordamerikas durch eine in der Nähe befindliche Ausgrabungsstätte. Hier wurden 1927 erstmals Beweise für die gleichzeitige Existenz prähistorischer Bisons und Menschen gefunden. Die hier gefundenen charakteristischen Speerspitzen nennt man deshalb Folsom Points und die historische Periode Folsom-Kultur. Das von Jesse Figgins ausgegrabene Beweisstück, eine Speerspitze, die noch zwischen den Rippen einer vor etwa 10.000 Jahren ausgestorbenen Bisonart steckt, kann heute im Denver Museum of Nature and Science bestaunt werden. Die Ausgrabungsstätte, die sich etwas westlich vom Dorf, bereits im Colfax County befindet, ist heute ein National Historic Landmark.